# Lons-le-Saunier
Lons-le-Saunier is een stad en gemeente in het oosten van Frankrijk. Het is de prefectuur van het departement Jura. Daarnaast is het de hoofdplaats van het arrondissement Lons-le-Saunier en van 2 kantons. Op 1 januari 2022 telde de gemeente 16.942 inwoners, die Lédoniens worden genoemd.
Lons-le-Saunier is een kuuroord. Al bij de Romeinen waren de warme zoutwaterbronnen van Lons bekend.

## Geschiedenis
De stad was al in de Gallische en de Romeinse tijd bekend vanwege de zoutwinning en de geneeskrachtige zoutwaterbronnen. De naam van de stad gaat terug op een onverklaard, mogelijk Gallisch woord Lons en op salinarius, wat wellicht zoutfabrikant betekent.
In de middeleeuwen werd de stad rijk door de zoutwinning. Lons-le-Saunier was volledig ommuurd. Tot 1400 werd de stad bestuurd door kasteelheren uit de omgeving. In dat jaar ontstond de baronie Lons, die een leen was van het Hertogdom Bourgondië. Later werd de stad deel van het Vrijgraafschap Bourgondië en nog later de Bourgondische Kreits. In juni-juli 1637 werd de stad belegerd en ingenomen door Franse troepen onder leiding van Hendrik II van Longueville. Daarbij vielen meer dan 200 burgerslachtoffers. Onder Frans bestuur herstelde de stad zich.
In 1800 werd de stad tot hoofdstad van het departement Jura uitgeroepen. Dit zorgde voor een groei van de stad die werd voorzien van overheidsgebouwen, een theater en scholen. Vanaf het midden van de eeuw werden er opnieuw zoutwaterbaden uitgebaat en in 1892 werd het thermaal centrum (kuurbadinrichting) Lédonia geopend.
Dokter Jean Michel, chirurg in het ziekenhuis van de stad, werd er op 27 april 1944 door de Duitse bezetter gearresteerd, gemarteld en ter dood gebracht omdat hij, tegen een Duits verbod in, verzetsstrijders medisch had behandeld. Deze Jean Michel had in februari 1944 ook het bekende verzetsechtpaar Raymond en Lucie Aubrac geholpen bij hun vlucht naar Engeland. Daarbij was hij bespioneerd door de Gestapo. In de stad zijn een visvijver en een middelbare school naar hem genoemd.

## Economie
De streek is al eeuwen bekend om zijn wijnbouw. Aan het einde van de 19e eeuw nam deze teelt af in belang door de plaag van de druifluis.
In de stad staat de kaasfabriek van Le Groupe Bel, die de bekende smeerkaas La vache qui rit produceert. De fabriek heeft een eigen museum (La maison de la vache qui rit). Ook een ander internationaal bekend merk smeerkaas, Président, wordt hier geproduceerd.
Ook het toerisme, in samenhang met het kuurbedrijf, is van belang.
Op 600 à 700 meter diepte onder de stad ligt een steenkoollaag. Vanwege het feit, dat de steenkoolwinning hier onrendabel zou zijn, is deze tot op heden niet geëxploiteerd. Er wordt echter onderzocht, of aardgasproductie d.m.v. zogenaamde fracking in de toekomst wel lonend is.

## Bezienswaardigheden
De Rue du Commerce, de hoofdstraat van Lons, heeft huizen met arcaden uit de 17e eeuw. Deze zijn gebouwd na een grote brand ten gevolge van het beleg in 1637, die de stad verwoestte. Waar de straat begint op de Place de la Liberté staat de Horlogetoren. De belangrijkste kerk is de Saint-Desiré, een van oorsprong romaanse kerk die in de 19e eeuw werd verbouwd. De crypte dateert uit de 11e eeuw. In de kerk bevindt zich een beeld van de graflegging uit de 15e eeuw, in de stijl van Claus Sluter. De Église des Cordeliers heeft een preekstoel uit 1728 en een koorgestoelte uit 1828 in Lodewijk XVI-stijl. In 1530 werd Filibert van Chalon bijgezet in deze kerk.
De Salines (zoutwaterbronnen) kunnen nog steeds bezocht worden in het kader van een kuur. Hiermee samenhangend kent de stad een traditioneel cultureel leven met o.a. een schouwburg (1903).
Het Hôtel-Dieu, het voormalige ziekenhuis, dateert uit de 18e eeuw. Er bevindt zich een 18e-eeuwse apotheek, die als apothekersmuseum bezichtigd kan worden. Het Museum voor Schone Kunsten aan het naar Filibert van Chalon genoemde plein heeft een collectie beeldhouwwerken van de plaatselijke 19e-eeuwse classicistische beeldhouwer Jean-Joseph Perraud en een collectie schilderkunst, met onder andere een werk van Pieter Brueghel de Jonge.

### Afbeeldingen

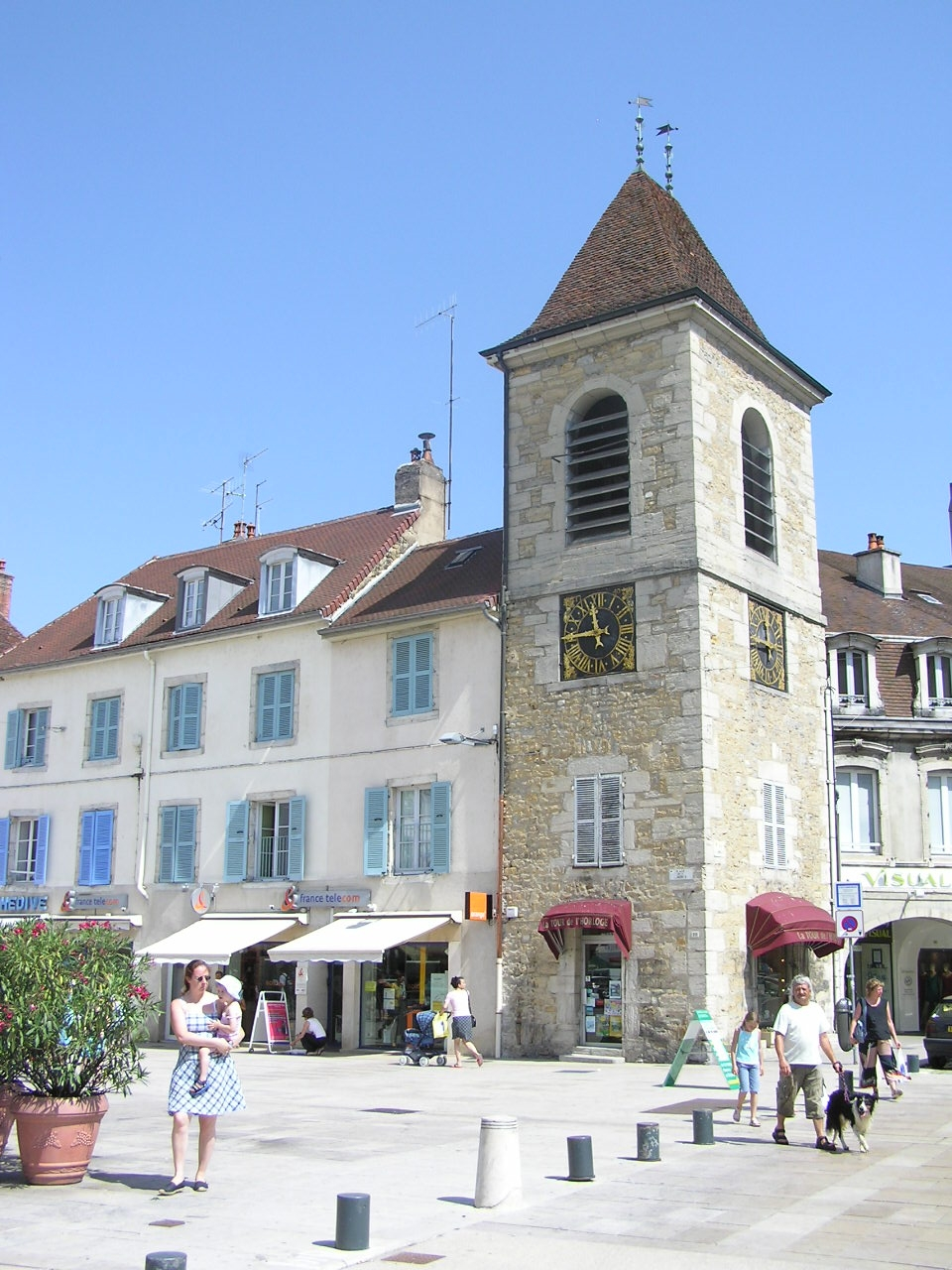
Horlogetoren
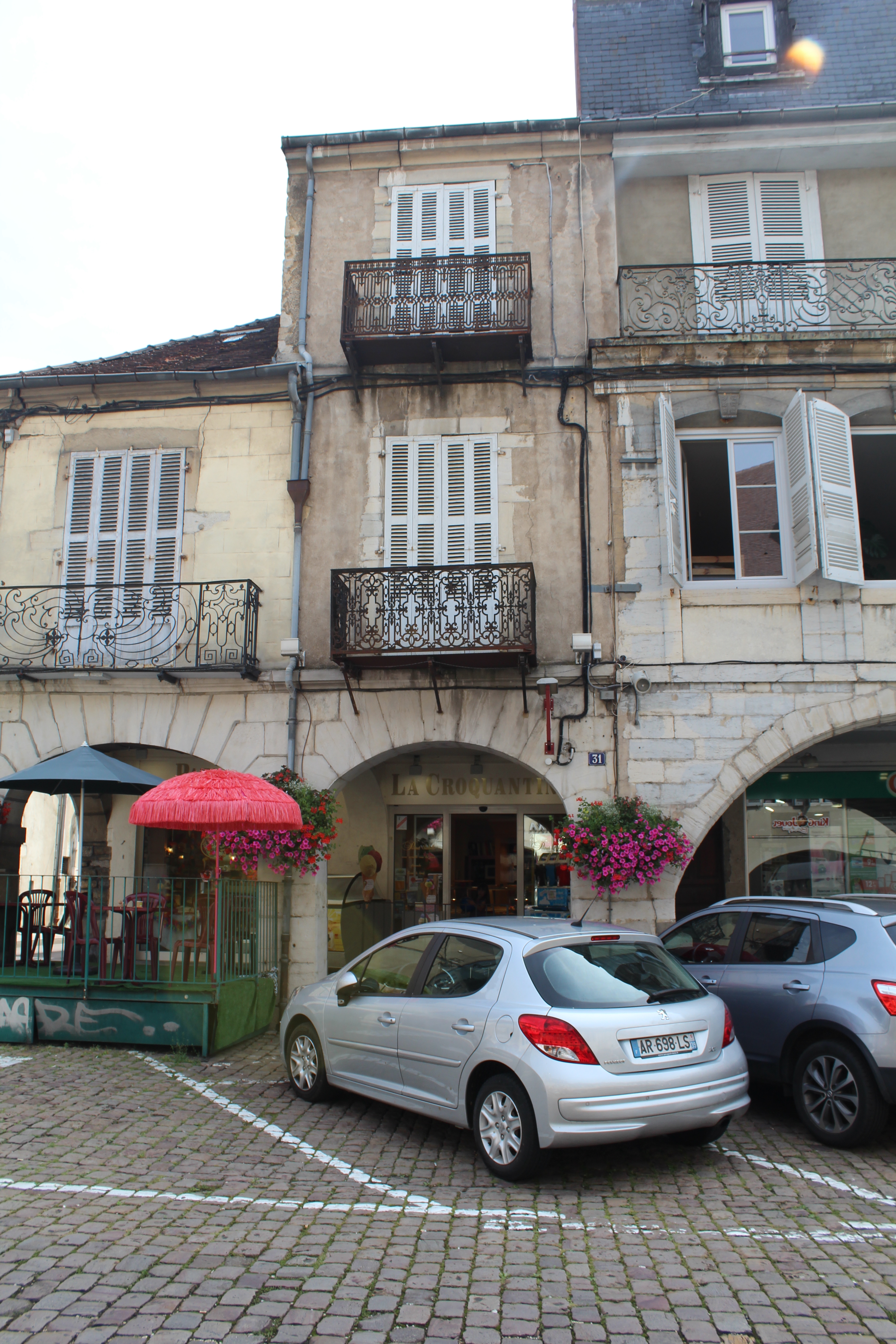
Huizen in de Rue du Commerce
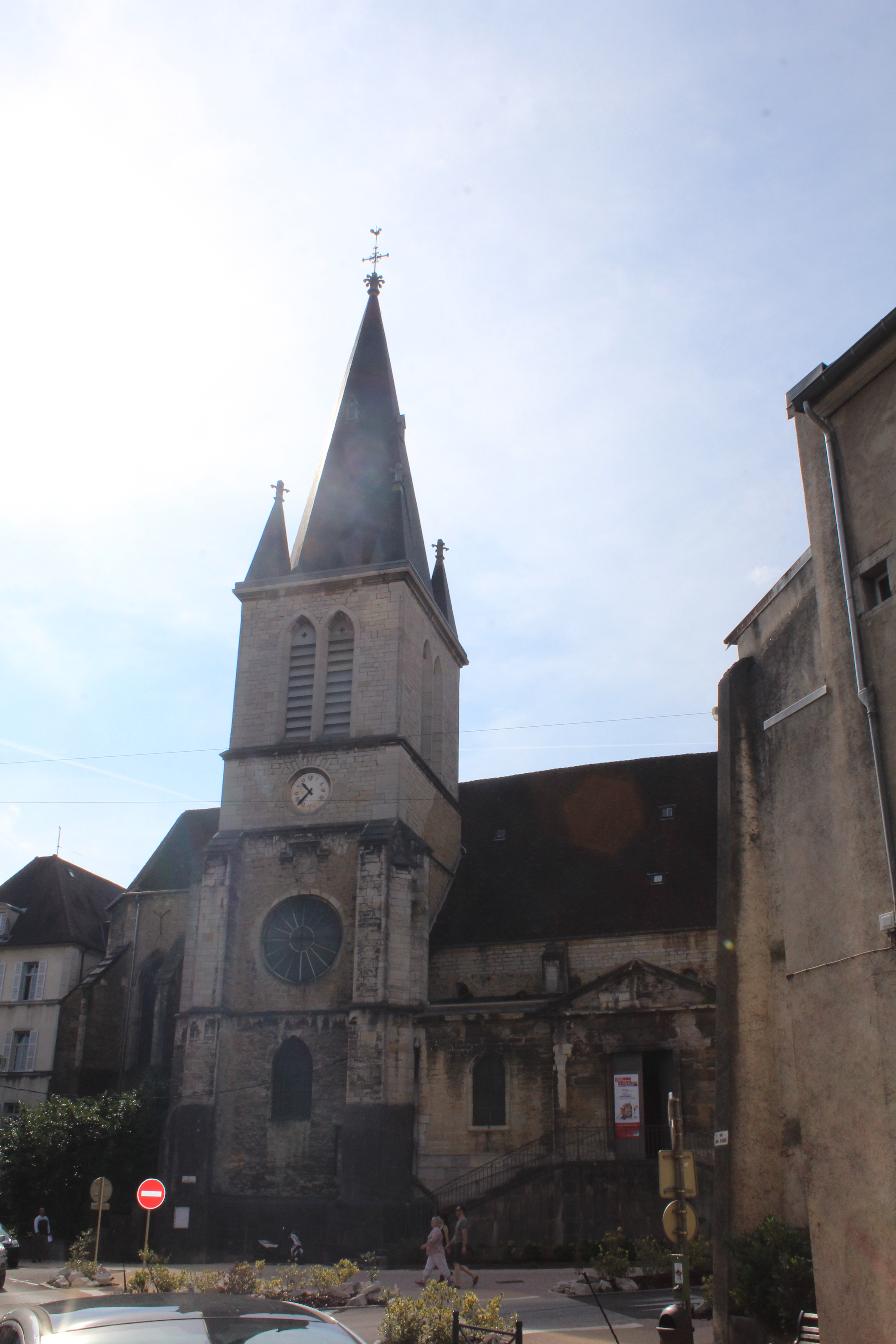
Kerk Saint-Desiré
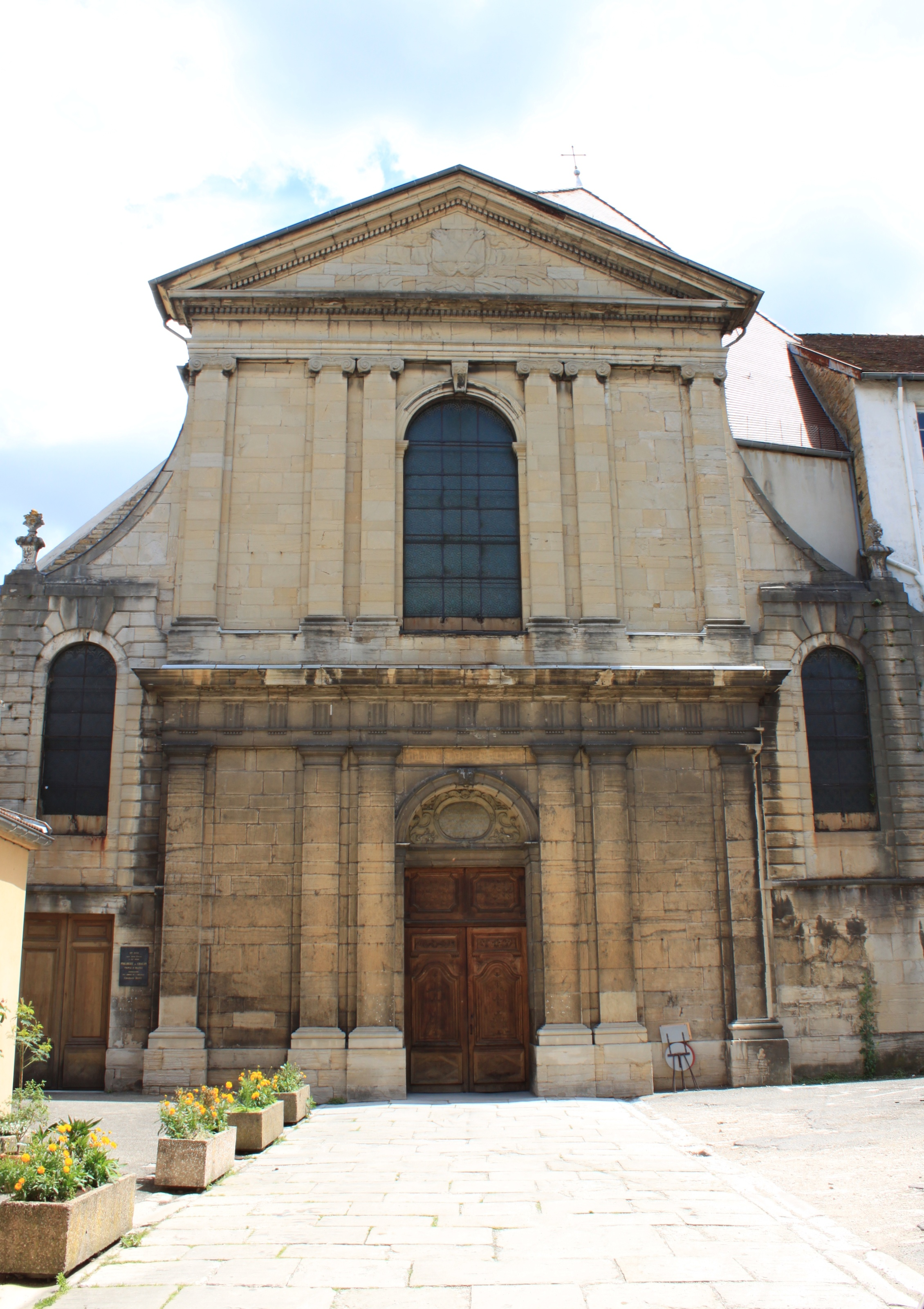
Cordelierskerk
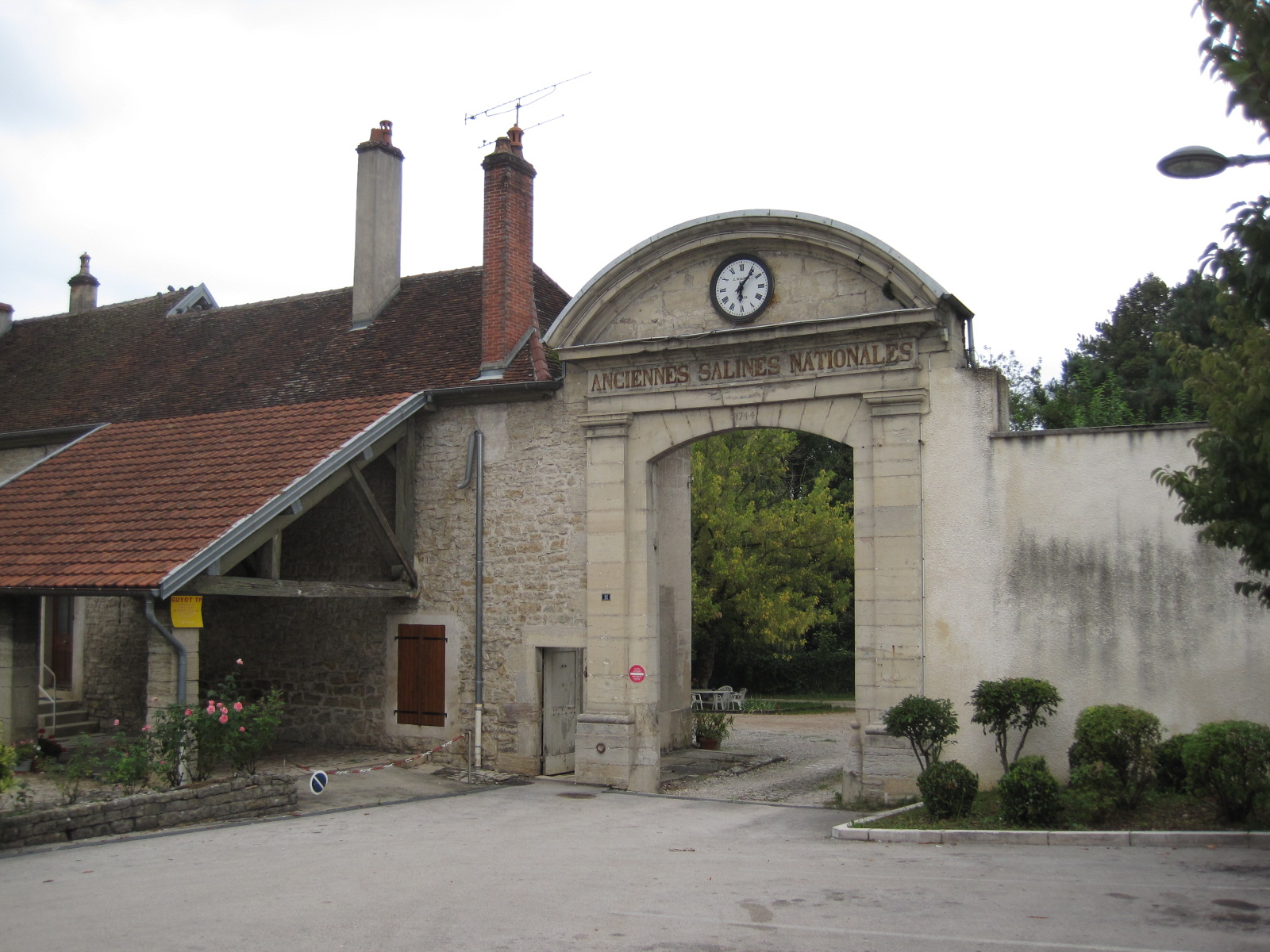
Salines
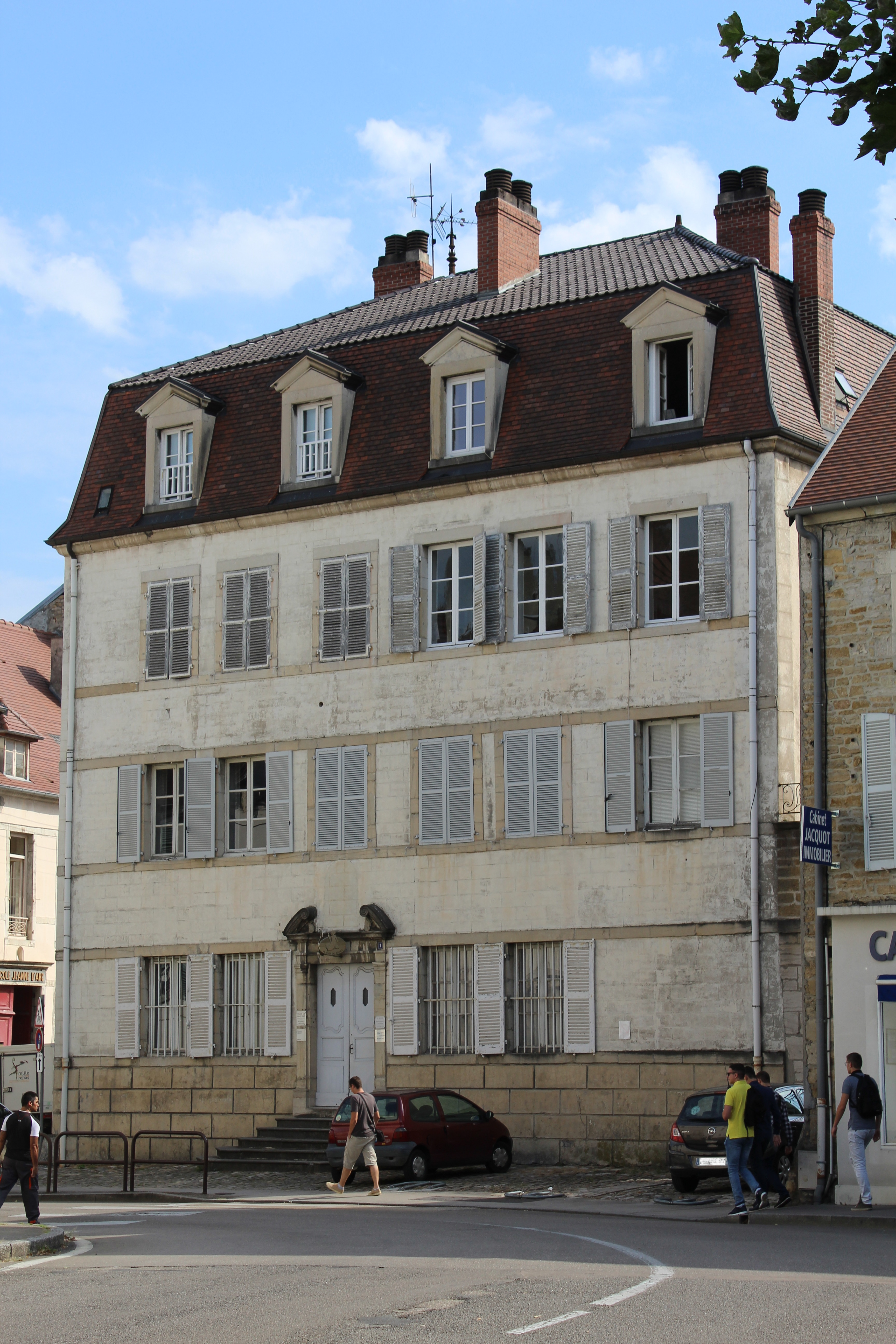
Hôtel Petitjean de Rotalier

## Geografie
De oppervlakte van Lons-le-Saunier bedroeg op 1 januari 2022 7,68 vierkante kilometer; de bevolkingsdichtheid was toen 2.206 inwoners per km².
De stad ligt aan een kleine rivier, de Vallière, die via twee andere riviertjes uiteindelijk bij Tournus in de Saône uitmondt. Ten noordwesten van de stad stekt zich het vlakke gebied van de Bresse uit, en in het zuidoosten bevinden zich de uitlopers van het Juragebergte. In de streek bevinden zich een aantal fraaie dalen, reculées genaamd. Eén ervan loopt van de stad naar Revigny, 6,5 km naar het zuidoosten.
De onderstaande kaart toont de ligging van Lons-le-Saunier met de belangrijkste infrastructuur en aangrenzende gemeenten.

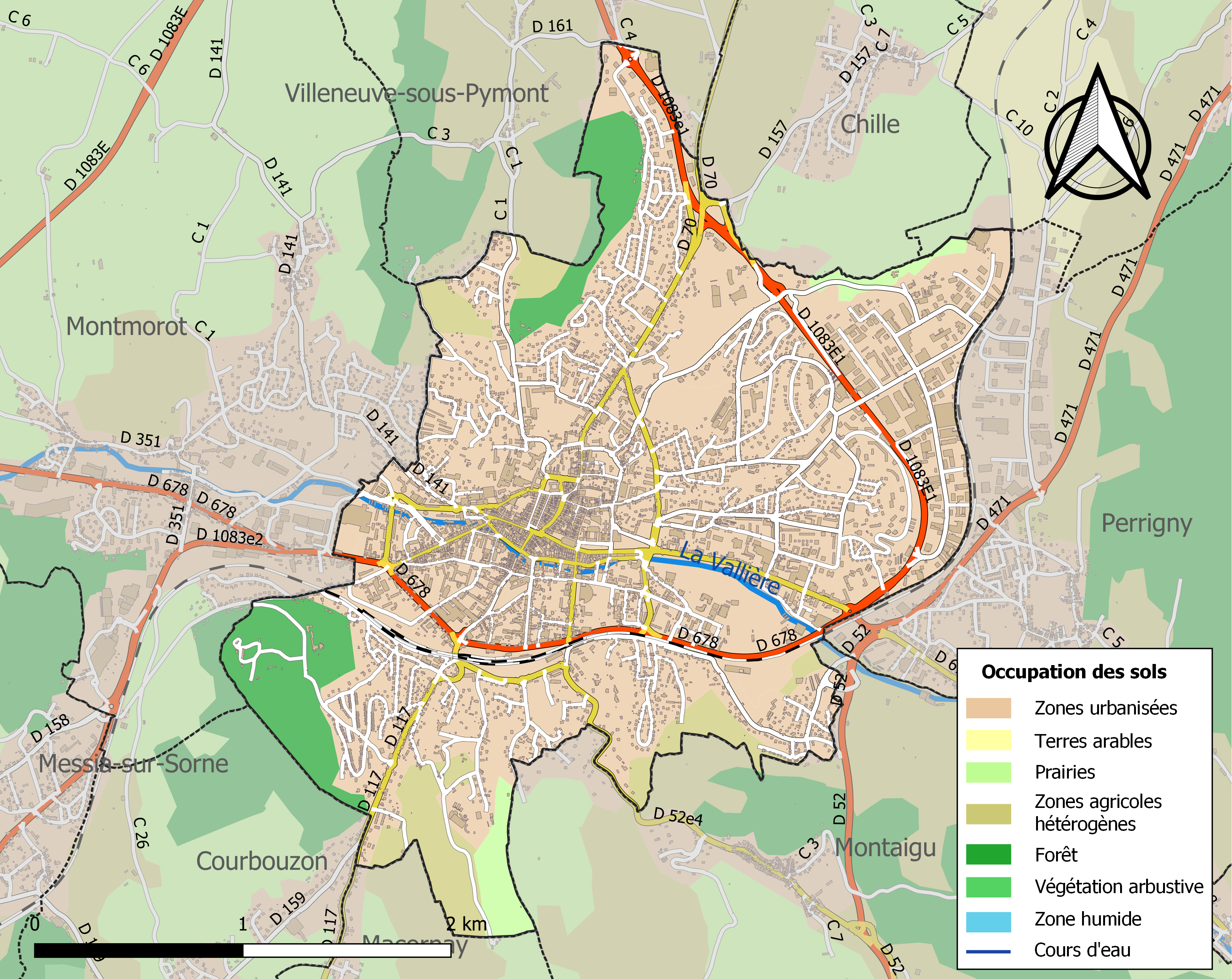

## Demografie
Onderstaande figuur toont het verloop van het inwonertal (bron: INSEE-tellingen).

## Verkeer en vervoer

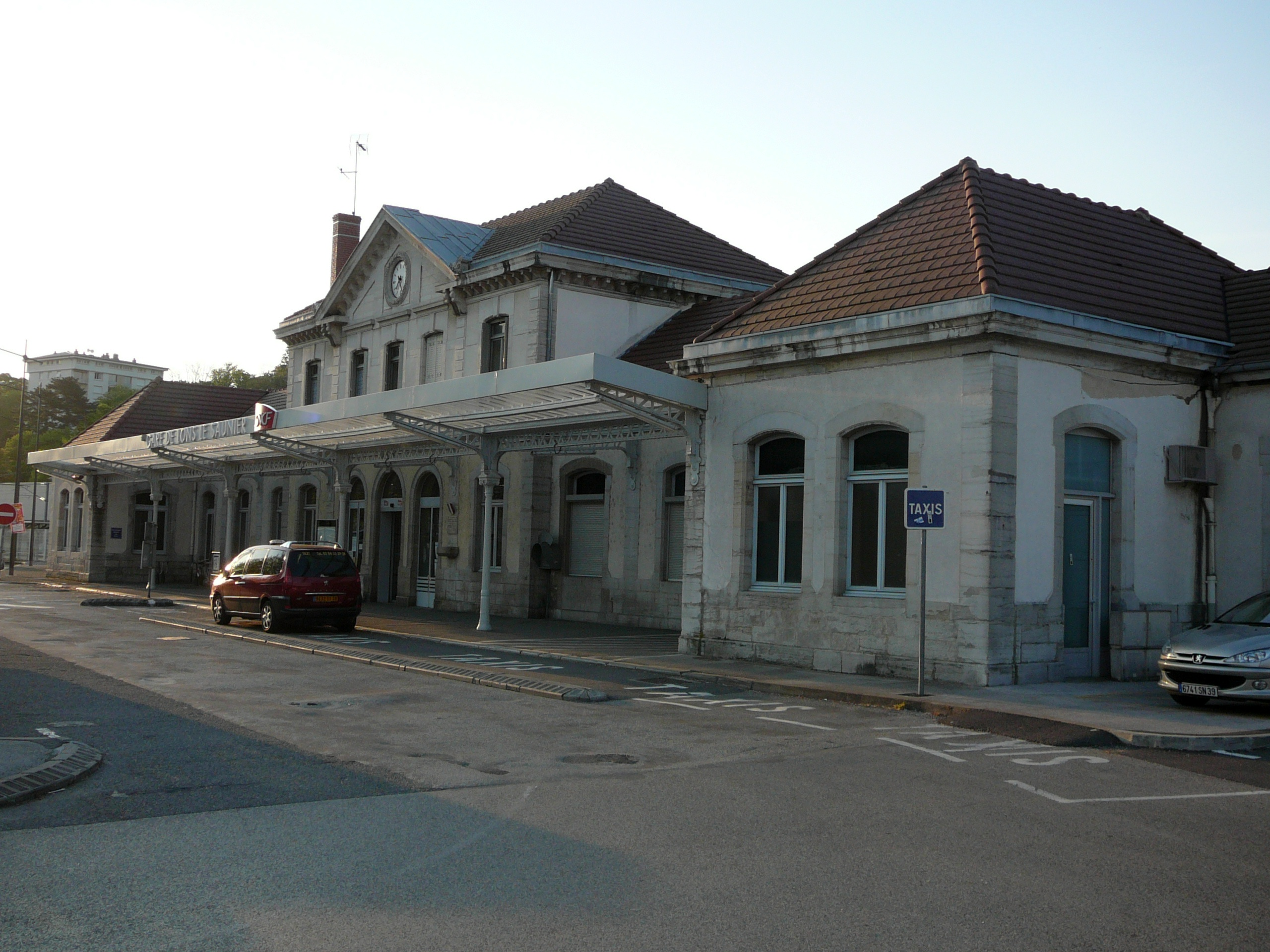
Station Lons-le-Saunier

In de gemeente ligt spoorwegstation Lons-le-Saunier. Van hier rijden stoptreinen naar Bourg-en-Bresse en Mouchard, waar men op de trein naar Dole kan overstappen, en vandaar op de TGV naar Parijs of Lausanne in Zwitserland. Een snellere verbinding met Dole biedt de snelbus, die daar minder dan een uur over doet.
Tien km ten westen van de stad, langs de provinciale weg naar Louhans, is afrit 8 van de autoroute A39.

## Sport
Lons-le-Saunier was drie keer etappeplaats in wielerkoers Ronde van Frankrijk. De laatste winnaar in Lons-le-Saunier was de Spanjaard Juan Miguel Mercado in 2004.

## Lijst van burgemeesters
(sinds 1900)
- Edmond Chapuis (1900-1912)
- Jean-Claude Legrand (1912-1919)
- Jules Lebrun (1919-1929)
- Édouard Guenon (1929-1936)
- Charles Cencelme (1936-1937)
- Louis Henri Mareschal (1937-1944)
- Paul Seguin (1944-1965)
- René Feit (1965-1977)
- Henri Auger (1977-1989)
- Jacques Pélissard (1989-2020)
- Jean-Yves Ravier (2020-)

## Geboren
- Filibert van Chalon (1502-1530), prins van Oranje, veldheer in dienst van Karel V
- Claude Joseph Rouget de Lisle (1760-1836), auteur van de Marseillaise, het Franse volkslied
- Paul-Émile Victor (1907-1995), poolreiziger
- René Rémond (1918-2007), historicus en politicoloog
- Bernard Clavel (1923-2010), romancier, winnaar van de prix Goncourt in 1968
- Michel Jouvet (1925-2017), neurobioloog
- Jean-François Stévenin (1944), acteur
- Jean-Claude Romand (1954), oplichter en moordenaar